# 최진환
최진환(崔晉煥, 1968년 ~ )은 대한민국의 기업인이다. 현재 롯데렌탈 대표이사 사장을 역임하고 있다.

## 학력
- 경주고등학교
- 서울대학교 경제학과 학사

## 경력
- 베인앤컴퍼니 컨설턴트
- 현대캐피탈 전략기회본부 이사
- 현대캐피탈 전략기획본부 상무
- 현대캐피탈 전략기회본부 전무
- 현대라이프 대표이사
- ADT캡스 대표이사
- SK브로드밴드 대표이사 사장